# اریکا اندر
اریکا اندر (انگلیسی: Erika Ender؛ زادهٔ ۲۱ دسامبر ۱۹۷۴) خواننده-ترانه‌پرداز،خواننده ،بازیگر ،طراح مد اهل پاناما است.